# Edmonds, Washington
Edmonds är en stad i Snohomish County i delstaten Washington, USA. Den ligger cirka 25 kilometer norr om Seattle.